# 今麦郎
今麦郎（英語：Jinmailang Foods Co., Ltd.），全称是今麦郎面品有限公司，是一家中国食品公司，董事长是范现国。

## 历史
1994年3月由范现国成立于河北邢台，前身是河北隆尧华龙食品有限公司，主要生产方便面、饮用水、挂面、面粉等。2002年推出今麦郎系列，2004年和日清食品控股合资成立华龙日清食品有限公司，2006年2月19日和统一企业中国合资成立今麦郎饮品。2015年11月通过股权回购的方式结束和日清食品控股的合作关系，出售额约为86亿日元（折合人民币4.4806亿元）。主要竞争对手是康师傅和统一企业。